# Mechanitis saturata
Mechanitis saturata är en fjärilsart som beskrevs av Frederick DuCane Godman 1901. Mechanitis saturata ingår i släktet Mechanitis och familjen praktfjärilar. Inga underarter finns listade i Catalogue of Life.